# Volvarina
Genre
Synonymes
- Hyalina (Volvarina) Hinds, 1844[2]
- Marginella (Volvarina) Hinds, 1844[2]
- Volvarina (Atlantivolva) Ortea, 2014[2]
- Volvarina (Carivolva) Ortea, 2014[2]
- Volvarina (Creolina) Ortea, 2019[2]
- Volvarina (Ctenoina) Ortea, 2014[2]
- Volvarina (Duplivolva) Ortea, 2014[2]
- Volvarina (Remivolva) Ortea, 2014[2]
- Volvarina (Tridentina) Ortea, 2014[2]

Volvarina est un genre de mollusques gastéropodes de la famille des Marginellidae.

## Liste d'espèces
Selon BioLib (3 janvier 2020) :
- Volvarina abbreviata (C.B. Adams, 1850)
- Volvarina affinis L. A. Reeve, 1856
- Volvarina agatha C. F. Laseron, 1957
- Volvarina albolineata d'Orbigny, 1842
- Volvarina ambigua A. R. J. B. Bavay & Ph. Dautzenberg, 1912
- Volvarina ampelusica T.A. de M. Monterosato, 1906
- Volvarina angustata Sowerby, 1846
- Volvarina armonica T. Cossignani, 1997
- Volvarina augerea C. F. Laseron, 1957
- Volvarina avena L. C. Kiener, 1834
- Volvarina avenella (Dall, 1881)
- Volvarina bilineata C. F. Krauss, 1848
- Volvarina bullula L. A. Reeve, 1865
- Volvarina capensis (Krauss, 1848)
- Volvarina charbarensis J. C. Melvill, 1897
- Volvarina coelata T. A. di Monterosato, 1877
- Volvarina columnaria Ch. Hedley & W. L. May, 1908
- Volvarina corusca L. A. Reeve, 1865
- Volvarina deformis (Nevill & Nevill, 1874)
- Volvarina diminuta C. F. Laseron, 1957
- Volvarina dunkeri C. F. Krauss, 1848
- Volvarina effulgens L. A. Reeve, 1865
- Volvarina elliptica Redfield, 1870
- Volvarina ericmonnieri Cossigniani, 2018
- Volvarina eumorpha J. C. Melvill, 1906
- Volvarina exilis (J.F. Gmelin, 1791)
- Volvarina fusca L. A. Reeve, 1865
- Volvarina fusiformis R. B. Hinds, 1844
- Volvarina gracilis C. B. Adams, 1851
- Volvarina haswelli C. F. Laseron, 1948
- Volvarina hedleyi (W.L. May, 1911)
- Volvarina heterozona F. P. Jousseaume, 1875
- Volvarina hirasei A. R. J. B. Bavay, 1917
- Volvarina inepta W. H. Dall, 1927
- Volvarina infans C. F. Laseron, 1957
- Volvarina ingloria E. A. Smith, 1910
- Volvarina ingolfi Ph. Bouchet & A. Warén, 1985
- Volvarina innexa Roth, 1978
- Volvarina inopinatum K. H. Barnard, 1962
- Volvarina isabelae Borro, 1946
- Volvarina janneefsi L. Bozzetti, 1997
- Volvarina joubini Dautzenberg & Fischer, 1906
- Volvarina keppelensis C. F. Laseron, 1957
- Volvarina lactea L. C. Kiener, 1841
- Volvarina laetitia J. Thiele, 1925
- Volvarina mabellae J. C. Melvill & R. Standen, 1901
- Volvarina mariaodeteae Cossignani, 2017
- Volvarina mexicana F. P. Jousseaume, 1875
- Volvarina mitrella (Risso, 1826)
- Volvarina mixta W. F. Petterd, 1884
- Volvarina modulata C. F. Laseron, 1957
- Volvarina monilis (C. Linnaeus, 1758)
- Volvarina nevilli F. P. Jousseaume, 1875
- Volvarina nyssa Roth & Coan, 1971
- Volvarina obscura L. A. Reeve, 1865
- Volvarina occidua Cotton, 1944
- Volvarina patagonica E. von Martens, 1881
- Volvarina paula J. Thiele, 1925 Chile
- Volvarina pauli D. De Jong & H.E. Coomans, 1988
- Volvarina philippinarum Redfield, 1848
- Volvarina rex C. F. Laseron, 1957
- Volvarina roberti A. R. J. B. Bavay, 1913
- Volvarina rubella (Adams, 1845)
- Volvarina sordida L. A. Reeve, 1865
- Volvarina southwicki Davis, 1904
- Volvarina splendida Cossignani, 2005
- Volvarina styria (W. H. Dall, 1889)
- Volvarina subtriplicata d'Orbigny, 1842
- Volvarina superstes C. F. Laseron, 1957
- Volvarina taeniata Sowerby, 1846
- Volvarina taeniolata O. A. L. Mörch, 1860
- Volvarina tenuilabra J. R. Tomlin, 1917
- Volvarina tollere C. F. Laseron, 1957
- Volvarina torresiana C. F. Laseron, 1957
- Volvarina tridentata R. Tate, 1878
- Volvarina vincentiana Cotton, 1944
- Volvarina volunta C. F. Laseron, 1957
- Volvarina warreni F.P. Marrat, 1876
- Volvarina zonata Krauss, 1848

Selon Catalogue of Life (3 janvier 2020) :
- Volvarina abbreviata (C. B. Adams, 1850)
- Volvarina abdieli Espinosa, Ortea & Diez, 2015
- Volvarina adrianadiae Cossignani, 2006
- Volvarina aethrae Espinosa & Ortea, 2015
- Volvarina affinis (Reeve, 1865)
- Volvarina agata (Laseron, 1957)
- Volvarina agatha (Laseron, 1957)
- Volvarina aglae Espinosa & Ortea, 2015
- Volvarina aladunniae Ortea, 2014
- Volvarina alamarensis Espinosa & Ortea, 2013
- Volvarina alayoi Espinosa, Ortea & Diez, 2015
- Volvarina alayoni Espinosa & Ortea, 2015
- Volvarina albescens (Hutton, 1873)
- Volvarina albolineata (d'Orbigny, 1842)
- Volvarina alcoladoi Espinosa & Ortea, 1998
- Volvarina aldeynzeri Cossignani, 2005
- Volvarina alejandroi Espinosa, Ortea & Moro, 2009
- Volvarina algazaliae Ortea, 2014
- Volvarina aliceae Espinosa & Ortea, 2012
- Volvarina alloginella Espinosa, Moro & Ortea, 2011
- Volvarina ameliensis (Tomlin, 1917)
- Volvarina ampelusica Monterosato, 1906
- Volvarina amphitrite Espinosa & Ortea, 2015
- Volvarina anamariae Espinosa & Ortea, 2015
- Volvarina anao Espinosa & Ortea, 2012
- Volvarina andyi Espinosa & Ortea, 2013
- Volvarina angustata (G. B. Sowerby II, 1846)
- Volvarina anjatheilae Cossignani & Lorenz, 2018
- Volvarina arabica Boyer, 2015
- Volvarina ardovinii T. Cossignani, 1997
- Volvarina ariadnae Espinosa & Ortea, 2015
- Volvarina armonica T. Cossignani, 1997
- Volvarina arrecifensis Espinosa, Ortea & Moro, 2013
- Volvarina artemisae Espinosa & Ortea, 2013
- Volvarina artilesi Espinosa, Ortea & Moro, 2014
- Volvarina atabey Espinosa, Ortea & Moro, 2009
- Volvarina attenuata (Reeve, 1865)
- Volvarina augerea (Laseron, 1957)
- Volvarina avena (Kiener, 1834)
- Volvarina avesensis Caballer, Espinosa & Ortea, 2013
- Volvarina bacona Espinosa, Ortea & Diez, 2012
- Volvarina baenai Espinosa & Ortea, 2003
- Volvarina banesensis Espinosa & Ortea, 1999
- Volvarina barbosae Ortea, 2014
- Volvarina barbuyae Ortea, 2014
- Volvarina bavecchii Cossignani, 2006
- Volvarina bayeri Gracia & Boyer, 2004
- Volvarina bellamatancera Espinosa & Ortea, 2015
- Volvarina bernardoi Espinosa, Ortea & Diez, 2015
- Volvarina bessei Boyer, 2001
- Volvarina betyae Espinosa & Ortea, 1998
- Volvarina bevdeynzerae Cossignani, 2005
- Volvarina beyerleana (Bernardi, 1853)
- Volvarina bifurcata Boyer, 2015
- Volvarina borinquensis Espinosa & Ortea, 2015
- Volvarina borroi (Espinosa & Ortea, 1998)
- Volvarina boucheti Espinosa & Ortea, 2012
- Volvarina bouhamedae Ortea, 2014
- Volvarina boyeri Moreno & Burnay, 1999
- Volvarina brasiliana Boyer, 2000
- Volvarina bravoae Ortea, 2014
- Volvarina brunoi Espinosa & Ortea, 2013
- Volvarina buenavistaensis Espinosa, Moro & Ortea, 2011
- Volvarina caballeri Espinosa & Ortea, 2012
- Volvarina cachoi Espinosa & Ortea, 1997
- Volvarina calliopeae Espinosa & Ortea, 2015
- Volvarina callypsoe Espinosa & Ortea, 2015
- Volvarina caonabae Espinosa, Ortea & Moro, 2010
- Volvarina capensis (Krauss, 1848)
- Volvarina caprina Espinosa & Ortea, 2015
- Volvarina caribetica Espinosa, Ortea & Magaña, 2018
- Volvarina carmelae Espinosa & Ortea, 1998
- Volvarina casiguaya Espinosa, Ortea & Diez, 2015
- Volvarina ceciliae Espinosa & Ortea, 1999
- Volvarina cernita (Locard, 1897)
- Volvarina charbarensis (Melvill, 1897)
- Volvarina charretonae Ortea, 2014
- Volvarina cienaguera Espinosa, Ortea & Moro, 2010
- Volvarina cienfueguera Espinosa, Ortea & Diez, 2015
- Volvarina cingalica Boyer, 2015
- Volvarina columba Espinosa, Moro & Ortea, 2011
- Volvarina compressa (Reeve, 1865)
- Volvarina confitesensis Espinosa, Ortea & Moro, 2010
- Volvarina corallina (Bavay, 1910)
- Volvarina cordyorum Cossignani, 2009
- Volvarina criolla Espinosa & Ortea, 2003
- Volvarina cubana Espinosa & Ortea, 2015
- Volvarina curazaoensis Espinosa & Ortea, 2013
- Volvarina cybelesae Espinosa & Ortea, 2015
- Volvarina dalli Wakefield & McCleery, 2005
- Volvarina damasoi Cossignani, 2017
- Volvarina danielleae Espinosa & Ortea, 2012
- Volvarina davidi Espinosa, Ortea & Diez, 2015
- Volvarina delanoisi Cossignani & Lorenz, 2018
- Volvarina deliciosa (Bavay in Dautzenberg, 1912)
- Volvarina denizi Espinosa, Ortea & Pérez-Dionis, 2014
- Volvarina dennisi Espinosa, Ortea & Diez, 2015
- Volvarina dhofarensis Boyer, 2015
- Volvarina diminuta (Laseron, 1957)
- Volvarina dinisioi (Cossignani, 2006)
- Volvarina dirbergi Espinosa & Ortea, 2012
- Volvarina dorisae Espinosa & Ortea, 2015
- Volvarina dozei (Mabille & Rochebrune, 1889)
- Volvarina dulcemariae Espinosa & Ortea, 1998
- Volvarina dunkeri (Krauss, 1848)
- Volvarina ealesae (Powell, 1958)
- Volvarina effulgens (Reeve, 1865)
- Volvarina elgoyhenae Ortea, 2014
- Volvarina elridiae Ortea, 2014
- Volvarina elsayedae Ortea, 2014
- Volvarina enrici Espinosa, Martin & Ortea, 2018
- Volvarina enriquei Espinosa & Ortea, 1998
- Volvarina eratoae Espinosa & Ortea, 2013
- Volvarina ericmonnieri Cossignani, 2018
- Volvarina eumorpha (Melvill, 1906)
- Volvarina falusiae Ortea, 2014
- Volvarina fanabeensis Espinosa, Ortea & Pérez-Dionis, 2014
- Volvarina farrantae Ortea, 2014
- Volvarina fauna (G. B. Sowerby I, 1846)
- Volvarina ficoi Espinosa & Ortea, 2003
- Volvarina fifi Espinosa & Ortea, 2015
- Volvarina flamenca Espinosa, Moro & Ortea, 2011
- Volvarina florenceae Espinosa & Ortea, 2012
- Volvarina floresensis Espinosa & Ortea, 1999
- Volvarina fortunata Clover & Macca, 1990
- Volvarina francescoi Cossignani & Lorenz, 2018
- Volvarina franciscae Espinosa, Moro & Ortea, 2011
- Volvarina frazzinii Cossignani, 2006
- Volvarina fugax Gofas & Fernandes, 1992
- Volvarina fulgida (Lussi & G. Smith, 1999)
- Volvarina gargalloae Ortea, 2014
- Volvarina garycooverti Espinosa & Ortea, 1998
- Volvarina gemma Espinosa & Ortea, 2015
- Volvarina ginae Espinosa & Ortea, 2003
- Volvarina giraldilla Espinosa & Ortea, 2013
- Volvarina gracilis (C. B. Adams, 1851)
- Volvarina granmaense Espinosa, Ortea & Diez, 2017
- Volvarina grosi Espinosa & Ortea, 2012
- Volvarina guajira Espinosa & Ortea, 1998
- Volvarina guamaense Espinosa, Ortea & Diez, 2015
- Volvarina guantanamera Espinosa, Moro & Ortea, 2011
- Volvarina guribae Ortea, 2014
- Volvarina habanera Espinosa & Ortea, 1997
- Volvarina helenae Espinosa & Ortea, 2003
- Volvarina hemingwayi Espinosa & Ortea, 2015
- Volvarina hennequini Boyer, 2001
- Volvarina heterozona Jousseaume, 1875
- Volvarina holguinera Espinosa, Ortea & Diez, 2015
- Volvarina humboldtiana Espinosa, Ortea & Diez, 2015
- Volvarina hyalina (Thiele, 1912)
- Volvarina ibarrae Espinosa & Ortea, 1998
- Volvarina infans (Laseron, 1957)
- Volvarina ingloria (E. A. Smith, 1910)
- Volvarina ingolfi Bouchet & Warén, 1985
- Volvarina innexa Roth, 1978
- Volvarina insulana Gofas & Fernandes, 1988
- Volvarina ireneae Espinosa & Ortea, 2015
- Volvarina irisae Espinosa & Ortea, 2015
- Volvarina isabelae (Borro, 1946)
- Volvarina ivic Caballer, Espinosa & Ortea, 2009
- Volvarina ixchelae Espinosa & Ortea, 2015
- Volvarina jaguanensis Espinosa & Ortea, 1998
- Volvarina janneefsi Bozzetti, 1997
- Volvarina jibara Espinosa, Ortea & Diez, 2017
- Volvarina jordani Espinosa, Ortea & Moro, 2014
- Volvarina josieae Espinosa & Ortea, 2012
- Volvarina joubini (Dautzenberg & H. Fischer, 1906)
- Volvarina juancarlosi Espinosa, Ortea & Diez, 2015
- Volvarina juangarciai Espinosa & Ortea, 2013
- Volvarina juanitae Espinosa, Ortea & Moro, 2013
- Volvarina juanjoi Espinosa & Ortea, 1998
- Volvarina judymontae Cossignani & Lorenz, 2018
- Volvarina juraguaense Espinosa, Ortea & Diez, 2015
- Volvarina keppelensis (Laseron, 1957)
- Volvarina kharafiae Ortea, 2014
- Volvarina kilwaensis Boyer, 2015
- Volvarina koillerae Ortea, 2014
- Volvarina kyprisae Espinosa, Ortea & Moro, 2013
- Volvarina lakhdarae Ortea, 2014
- Volvarina lamyi Espinosa & Ortea, 2012
- Volvarina larramendii Espinosa, Ortea & Diez, 2015
- Volvarina latortuga Caballer, Espinosa & Ortea, 2009
- Volvarina laurauae Espinosa & Ortea, 2007
- Volvarina laureae Espinosa & Ortea, 2012
- Volvarina laurenti Espinosa & Ortea, 2012
- Volvarina leopoldoi Espinosa, Ortea & Magaña, 2018
- Volvarina lilianamariae Espinosa, Ortea & Diez, 2015
- Volvarina linae Espinosa & Ortea, 1999
- Volvarina lineae Espinosa & Ortea, 2012
- Volvarina lopezae Ortea, 2014
- Volvarina lorenzoi Espinosa, Ortea & Pérez-Dionis, 2014
- Volvarina luzmarina Espinosa, Ortea & Pérez-Dionis, 2014
- Volvarina mabellae (Melvill & Standen, 1901)
- Volvarina macaoi Espinosa, Moro & Ortea, 2011
- Volvarina maestratii Espinosa & Ortea, 2012
- Volvarina magnini Espinosa & Ortea, 2012
- Volvarina maisiana Espinosa & Ortea, 2013
- Volvarina mangilyana Bozzetti, 2018
- Volvarina mariaodeteae Cossignani, 2017
- Volvarina martini Espinosa, Ortea & Moro, 2010
- Volvarina martinicaensis Espinosa & Ortea, 2013
- Volvarina matesi Espinosa, Ortea & Pérez-Dionis, 2014
- Volvarina mauricetteae Espinosa & Ortea, 2012
- Volvarina maya Espinosa & Ortea, 1998
- Volvarina mediocincta (E. A. Smith, 1875)
- Volvarina meguidae Ortea, 2014
- Volvarina mendoncae Ortea, 2014
- Volvarina mexicana Jousseaume, 1875
- Volvarina micans (Petit de la Saussaye, 1851)
- Volvarina micros (Bavay, 1922)
- Volvarina miniginella Espinosa, Ortea & Moro, 2010
- Volvarina mitrella (Risso, 1826)
- Volvarina mizrahiae Ortea, 2014
- Volvarina monchoi Caballer, Espinosa & Ortea, 2013
- Volvarina monicae Díaz, Espinosa & Ortea, 1996
- Volvarina monilis (Linnaeus, 1758)
- Volvarina montenegroae Ortea, 2014
- Volvarina mores Espinosa & Ortea, 2006
- Volvarina morrocoyensis Caballer, Espinosa & Ortea, 2013
- Volvarina nautica Espinosa & Ortea, 2015
- Volvarina nealei Wakefield & McCleery, 2004
- Volvarina nereidae Espinosa & Ortea, 2013
- Volvarina nibujona Espinosa & Ortea, 2013
- Volvarina nicasioi Espinosa, Ortea & Diez, 2015
- Volvarina nnekae Ortea, 2014
- Volvarina noeli Espinosa & Ortea, 1998
- Volvarina nuriae Moreno & Burnay, 1999
- Volvarina nympha Espinosa & Ortea, 1998
- Volvarina nyokongae Ortea, 2014
- Volvarina nyssa Roth & Coan, 1971
- Volvarina oblongata (Sacco, 1890) †
- Volvarina obscura (Reeve, 1865)
- Volvarina occidua (Cotton, 1944)
- Volvarina occulta Espinosa & Ortea, 2013
- Volvarina oceanica Gofas, 1989
- Volvarina ofeliae T. Cossignani, 1998
- Volvarina ondina Espinosa, Moro & Ortea, 2011
- Volvarina orozcoae Ortea, 2014
- Volvarina osmani Espinosa, Ortea & Moro, 2008
- Volvarina oteroi Espinosa, Ortea & Pérez-Dionis, 2014
- Volvarina pacificotica Espinosa, Ortea & Magaña, 2018
- Volvarina pallasae Espinosa & Ortea, 2015
- Volvarina pandorae Espinosa & Ortea, 2015
- Volvarina parvistriata (Suter, 1908)
- Volvarina parvitica Espinosa, Ortea & Magaña, 2018
- Volvarina pauli De Jong & Coomans, 1988
- Volvarina pedroelcojo Espinosa, Ortea & Diez, 2015
- Volvarina peimbertae Ortea, 2014
- Volvarina penelope Espinosa & Ortea, 2015
- Volvarina pepefragai Espinosa & Ortea, 1997
- Volvarina peregrina Gofas & Fernandes, 1992
- Volvarina pergrandis Clover, 1974
- Volvarina petitiana Boyer, 2018
- Volvarina petricola Espinosa, Moro & Ortea, 2011
- Volvarina phorcusi Espinosa & Ortea, 2015
- Volvarina plicatula (Suter, 1909)
- Volvarina pontesi Rios & Leal, 1993
- Volvarina porcellana (Melvill & Standen, 1912)
- Volvarina pseudophilippinarum Cossignani, 2008
- Volvarina ptychasthena Gofas, 1989
- Volvarina pupa (Bavay, 1922)
- Volvarina rancholunense Espinosa, Ortea & Diez, 2015
- Volvarina reeveana Boyer, 2018
- Volvarina remyi Espinosa & Ortea, 2012
- Volvarina rex (Laseron, 1957)
- Volvarina riparia Gofas & Fernandes, 1992
- Volvarina roberti Bavay, 1917
- Volvarina rubella (C. B. Adams, 1845)
- Volvarina sabinalensis Espinosa, Ortea & Moro, 2010
- Volvarina sanfelipensis Espinosa & Ortea, 2013
- Volvarina santacruzense Espinosa, Ortea & Diez, 2017
- Volvarina santiagocubense Espinosa, Ortea & Diez, 2015
- Volvarina santiaguera Espinosa, Ortea & Diez, 2013
- Volvarina saramagoi Espinosa, Ortea & Moro, 2013
- Volvarina sauliae (G. B. Sowerby II, 1846)
- Volvarina sebastieni Espinosa & Ortea, 2012
- Volvarina serrei (Bavay, 1913)
- Volvarina shlegeli Bozzetti, 2017
- Volvarina snyderi Espinosa & Ortea, 2012
- Volvarina socoae Espinosa & Ortea, 1999
- Volvarina sofiae Ortea & Espinosa, 1998
- Volvarina somalica Boyer, 2015
- Volvarina somwangi Boyer, 2015
- Volvarina southwicki (Davis, 1904)
- Volvarina sowerbyana (Petit de la Saussaye, 1851)
- Volvarina splendida Cossignani, 2005
- Volvarina styria (Dall, 1889)
- Volvarina subtriplicata (d'Orbigny, 1842)
- Volvarina swenneni Espinosa, Ortea & Pérez-Dionis, 2014
- Volvarina taeniata (G. B. Sowerby II, 1846)
- Volvarina taeniolata Mörch, 1860
- Volvarina taina Espinosa & Ortea, 2013
- Volvarina tessae Cossignani, 2007
- Volvarina tetamariae Espinosa, Ortea & Moro, 2010
- Volvarina thaliae Espinosa & Ortea, 2015
- Volvarina thomsonae Ortea, 2014
- Volvarina tobyi Espinosa, Ortea & Diez, 2015
- Volvarina tollere (Laseron, 1957)
- Volvarina toroensis Espinosa & Ortea, 2015
- Volvarina torresina (Laseron, 1957)
- Volvarina tripartita Cossignani, 2006
- Volvarina triplicatilla Espinosa & Ortea, 2006
- Volvarina tumulensis Lozouet, 1998 †
- Volvarina tunicata Boyer, 2000
- Volvarina utgei Espinosa & Ortea, 2012
- Volvarina varaderoensis Espinosa, Ortea & Moro, 2010
- Volvarina vassardi Espinosa & Ortea, 2012
- Volvarina veintimilliae Ortea, 2014
- Volvarina veraguasensis Wakefield & McCleery, 2005
- Volvarina verdensis (E. A. Smith, 1875)
- Volvarina verreauxi (Jousseaume, 1875)
- Volvarina virginieae Espinosa & Ortea, 2012
- Volvarina vistamarina Espinosa & Ortea, 2002
- Volvarina vittata Espinosa, Moro & Ortea, 2011
- Volvarina vokesi De Jong & Coomans, 1988
- Volvarina wareni Espinosa & Ortea, 2012
- Volvarina warrenii (Marrat, 1876)
- Volvarina weissmannae Ortea, 2014
- Volvarina xamaneki Espinosa & Ortea, 2015
- Volvarina yaeli Espinosa, Martin & Ortea, 2018
- Volvarina yani Espinosa & Ortea, 2012
- Volvarina yayaeli Espinosa, Ortea & Moro, 2009
- Volvarina yolandae Espinosa & Ortea, 2000
- Volvarina yunkaxi Espinosa & Ortea, 2015
- Volvarina zatzae Ortea, 2014
- Volvarina zonata (Kiener, 1841)

Selon Paleobiology Database (3 janvier 2020) :
- Hyalina (Volvarina) lustra
- Marginella (Volvarina) kayalensis
- Marginella (Volvarina) nitida
- Marginella (Volvarina) oryzoides
- Volvarina albolineata
- Volvarina avena
- Volvarina collina
- Volvarina cossmanni
- Volvarina leander
- Volvarina nitida
- Volvarina taeniata
- Volvarina tumulensis

Selon World Register of Marine Species (3 janvier 2020) :
- Volvarina abbreviata (C. B. Adams, 1850)
- Volvarina abdieli Espinosa, Ortea & Diez, 2015
- Volvarina adela (Thiele, 1925)
- Volvarina adrianadiae Cossignani, 2006
- Volvarina aethrae Espinosa & Ortea, 2015
- Volvarina affinis (Reeve, 1865)
- Volvarina agata (Laseron, 1957)
- Volvarina agatha (Laseron, 1957)
- Volvarina aglae Espinosa & Ortea, 2015
- Volvarina aladunniae Ortea, 2014
- Volvarina alamarensis Espinosa & Ortea, 2013
- Volvarina alayoi Espinosa, Ortea & Diez, 2015
- Volvarina alayoni Espinosa & Ortea, 2015
- Volvarina albescens (Hutton, 1873)
- Volvarina albolineata (d'Orbigny, 1842)
- Volvarina alcoladoi Espinosa & Ortea, 1998
- Volvarina aldeynzeri Cossignani, 2005
- Volvarina alejandroi Espinosa, Ortea & Moro, 2009
- Volvarina algazaliae Ortea, 2014
- Volvarina aliceae Espinosa & Ortea, 2012
- Volvarina alloginella Espinosa, Moro & Ortea, 2011
- Volvarina ameliensis (Tomlin, 1917)
- Volvarina ampelusica Monterosato, 1906
- Volvarina amphitrite Espinosa & Ortea, 2015
- Volvarina anamariae Espinosa & Ortea, 2015
- Volvarina anao Espinosa & Ortea, 2012
- Volvarina andyi Espinosa & Ortea, 2013
- Volvarina angolensis (Odhner, 1923)
- Volvarina angustata (G. B. Sowerby II, 1846)
- Volvarina anjatheilae Cossignani & Lorenz, 2018
- Volvarina arabica Boyer, 2015
- Volvarina ardovinii T. Cossignani, 1997
- Volvarina ariadnae Espinosa & Ortea, 2015
- Volvarina armonica T. Cossignani, 1997
- Volvarina arrecifensis Espinosa, Ortea & Moro, 2013
- Volvarina artemisae Espinosa & Ortea, 2013
- Volvarina artilesi Espinosa, Ortea & Moro, 2014
- Volvarina atabey Espinosa, Ortea & Moro, 2009
- Volvarina attenuata (Reeve, 1865)
- Volvarina augerea (Laseron, 1957)
- Volvarina avena (Kiener, 1834)
- Volvarina avenella (Dall, 1881)
- Volvarina avesensis Caballer, Espinosa & Ortea, 2013
- Volvarina bacona Espinosa, Ortea & Diez, 2012
- Volvarina baenai Espinosa & Ortea, 2003
- Volvarina banesensis Espinosa & Ortea, 1999
- Volvarina barbosae Ortea, 2014
- Volvarina barbuyae Ortea, 2014
- Volvarina bavecchii Cossignani, 2006
- Volvarina bayeri Gracia & Boyer, 2004
- Volvarina bazini Jousseaume, 1875
- Volvarina beatrix Cossignani & Lorenz, 2019
- Volvarina bellamatancera Espinosa & Ortea, 2015
- Volvarina bernardoi Espinosa, Ortea & Diez, 2015
- Volvarina bessei Boyer, 2001
- Volvarina betyae Espinosa & Ortea, 1998
- Volvarina bevdeynzerae Cossignani, 2005
- Volvarina beyerleana (Bernardi, 1853)
- Volvarina bifurcata Boyer, 2015
- Volvarina borinquensis Espinosa & Ortea, 2015
- Volvarina borroi (Espinosa & Ortea, 1998)
- Volvarina boucheti Espinosa & Ortea, 2012
- Volvarina bouhamedae Ortea, 2014
- Volvarina boyeri Moreno & Burnay, 1999
- Volvarina brasiliana Boyer, 2000
- Volvarina bravoae Ortea, 2014
- Volvarina brucebrandti Cossignani & Lorenz, 2019
- Volvarina brunoi Espinosa & Ortea, 2013
- Volvarina buenavistaensis Espinosa, Moro & Ortea, 2011
- Volvarina bullula (Reeve, 1865)
- Volvarina caballeri Espinosa & Ortea, 2012
- Volvarina cachoi Espinosa & Ortea, 1997
- Volvarina calliopeae Espinosa & Ortea, 2015
- Volvarina callypsoe Espinosa & Ortea, 2015
- Volvarina candida Cossignani & Lorenz, 2019
- Volvarina caonabae Espinosa, Ortea & Moro, 2010
- Volvarina capensis (Krauss, 1848)
- Volvarina caprina Espinosa & Ortea, 2015
- Volvarina caprottii Cossignani & Lorenz, 2019
- Volvarina caribetica Espinosa, Ortea & Magaña, 2018
- Volvarina carmelae Espinosa & Ortea, 1998
- Volvarina casiguaya Espinosa, Ortea & Diez, 2015
- Volvarina ceciliae Espinosa & Ortea, 1999
- Volvarina cernita (Locard, 1897)
- Volvarina charbarensis (Melvill, 1897)
- Volvarina charretonae Ortea, 2014
- Volvarina cienaguera Espinosa, Ortea & Moro, 2010
- Volvarina cienfueguera Espinosa, Ortea & Diez, 2015
- Volvarina cingalica Boyer, 2015
- Volvarina columba Espinosa, Moro & Ortea, 2011
- Volvarina compressa (Reeve, 1865)
- Volvarina confitesensis Espinosa, Ortea & Moro, 2010
- Volvarina corallina (Bavay, 1910)
- Volvarina cordyorum Cossignani, 2009
- Volvarina corusca (Reeve, 1865)
- Volvarina criolla Espinosa & Ortea, 2003
- Volvarina cubana Espinosa & Ortea, 2015
- Volvarina curazaoensis Espinosa & Ortea, 2013
- Volvarina cybelesae Espinosa & Ortea, 2015
- Volvarina dalli Wakefield & McCleery, 2005
- Volvarina damasoi Cossignani, 2017
- Volvarina danielleae Espinosa & Ortea, 2012
- Volvarina davidi Espinosa, Ortea & Diez, 2015
- Volvarina delanoisi Cossignani & Lorenz, 2018
- Volvarina deliciosa (Bavay in Dautzenberg, 1912)
- Volvarina denizi Espinosa, Ortea & Pérez-Dionis, 2014
- Volvarina dennisi Espinosa, Ortea & Diez, 2015
- Volvarina dhofarensis Boyer, 2015
- Volvarina diminuta (Laseron, 1957)
- Volvarina dinisioi (Cossignani, 2006)
- Volvarina dirbergi Espinosa & Ortea, 2012
- Volvarina dorisae Espinosa & Ortea, 2015
- Volvarina dozei (Mabille & Rochebrune, 1889)
- Volvarina dulcemariae Espinosa & Ortea, 1998
- Volvarina dunkeri (F. Krauss, 1848)
- Volvarina ealesae (Powell, 1958)
- Volvarina effulgens (Reeve, 1865)
- Volvarina elgoyhenae Ortea, 2014
- Volvarina elliptica (Redfield, 1870)
- Volvarina elridiae Ortea, 2014
- Volvarina elsayedae Ortea, 2014
- Volvarina enrici Espinosa, J. Martin & Ortea, 2018
- Volvarina enriquei Espinosa & Ortea, 1998
- Volvarina eratoae Espinosa & Ortea, 2013
- Volvarina ericmonnieri Cossignani, 2018
- Volvarina eumorpha (Melvill, 1906)
- Volvarina evanida (G. B. Sowerby II, 1846)
- Volvarina exilis (Gmelin, 1791)
- Volvarina falusiae Ortea, 2014
- Volvarina fanabeensis Espinosa, Ortea & Pérez-Dionis, 2014
- Volvarina farrantae Ortea, 2014
- Volvarina fasciata Lussi & G. Smith, 1996
- Volvarina fauna (G. B. Sowerby I, 1846)
- Volvarina ficoi Espinosa & Ortea, 2003
- Volvarina fifi Espinosa & Ortea, 2015
- Volvarina flamenca Espinosa, Moro & Ortea, 2011
- Volvarina florenceae Espinosa & Ortea, 2012
- Volvarina floresensis Espinosa & Ortea, 1999
- Volvarina fortunata Clover & Macca, 1990
- Volvarina francescoi Cossignani & Lorenz, 2018
- Volvarina franciscae Espinosa, Moro & Ortea, 2011
- Volvarina frazzinii Cossignani, 2006
- Volvarina fugax Gofas & F. Fernandes, 1992
- Volvarina fulgida (Lussi & G. Smith, 1999)
- Volvarina gargalloae Ortea, 2014
- Volvarina garycooverti Espinosa & Ortea, 1998
- Volvarina gemma Espinosa & Ortea, 2015
- Volvarina gianmariacannarai Cossignani & Lorenz, 2019
- Volvarina ginae Espinosa & Ortea, 2003
- Volvarina giraldilla Espinosa & Ortea, 2013
- Volvarina gracilis (C. B. Adams, 1851)
- Volvarina granmaense Espinosa, Ortea & Diez, 2017
- Volvarina grosi Espinosa & Ortea, 2012
- Volvarina guajira Espinosa & Ortea, 1998
- Volvarina guamaense Espinosa, Ortea & Diez, 2015
- Volvarina guantanamera Espinosa, Moro & Ortea, 2011
- Volvarina guribae Ortea, 2014
- Volvarina habanera Espinosa & Ortea, 1997
- Volvarina haswelli (Laseron, 1948)
- Volvarina hedleyi (May, 1911)
- Volvarina helenae Espinosa & Ortea, 2003
- Volvarina hemingwayi Espinosa & Ortea, 2015
- Volvarina hennequini Boyer, 2001
- Volvarina heterozona Jousseaume, 1875
- Volvarina hirasei (Bavay, 1917)
- Volvarina holguinera Espinosa, Ortea & Diez, 2015
- Volvarina humboldtiana Espinosa, Ortea & Diez, 2015
- Volvarina hyalina (Thiele, 1912)
- Volvarina ibarrae Espinosa & Ortea, 1998
- Volvarina illaqueo Ortea, Moro & Espinosa, 2019
- Volvarina indica Bozzetti, 2019
- Volvarina infans (Laseron, 1957)
- Volvarina ingloria (E. A. Smith, 1910)
- Volvarina ingolfi Bouchet & Warén, 1985
- Volvarina innexa Roth, 1978
- Volvarina insulana Gofas & F. Fernandes, 1988
- Volvarina ireneae Espinosa & Ortea, 2015
- Volvarina irisae Espinosa & Ortea, 2015
- Volvarina isabelae (Borro, 1946)
- Volvarina ivic Caballer, Espinosa & Ortea, 2009
- Volvarina ixchelae Espinosa & Ortea, 2015
- Volvarina jaguanensis Espinosa & Ortea, 1998
- Volvarina janneefsi Bozzetti, 1997
- Volvarina jibara Espinosa, Ortea & Diez, 2017
- Volvarina jimcordyi Cossignani, 2007
- Volvarina jordani Espinosa, Ortea & Moro, 2014
- Volvarina josieae Espinosa & Ortea, 2012
- Volvarina joubini (Dautzenberg & H. Fischer, 1906)
- Volvarina juancarlosi Espinosa, Ortea & Diez, 2015
- Volvarina juangarciai Espinosa & Ortea, 2013
- Volvarina juanitae Espinosa, Ortea & Moro, 2013
- Volvarina juanjoi Espinosa & Ortea, 1998
- Volvarina judymontae Cossignani & Lorenz, 2018
- Volvarina juraguaense Espinosa, Ortea & Diez, 2015
- Volvarina keppelensis (Laseron, 1957)
- Volvarina kharafiae Ortea, 2014
- Volvarina kidwelli Lussi & G. Smith, 1996
- Volvarina kilwaensis Boyer, 2015
- Volvarina koillerae Ortea, 2014
- Volvarina kratzschorum Cossignani & Lorenz, 2019
- Volvarina kyprisae Espinosa, Ortea & Moro, 2013
- Volvarina laciniatalabrum Lussi & G. Smith, 1996
- Volvarina laetitia (Thiele, 1925)
- Volvarina lakhdarae Ortea, 2014
- Volvarina lamyi Espinosa & Ortea, 2012
- Volvarina larramendii Espinosa, Ortea & Diez, 2015
- Volvarina latortuga Caballer, Espinosa & Ortea, 2009
- Volvarina laurauae Espinosa & Ortea, 2007
- Volvarina laureae Espinosa & Ortea, 2012
- Volvarina laurenti Espinosa & Ortea, 2012
- Volvarina leopoldoi Espinosa, Ortea & Magaña, 2018
- Volvarina lilianamariae Espinosa, Ortea & Diez, 2015
- Volvarina linae Espinosa & Ortea, 1999
- Volvarina lineae Espinosa & Ortea, 2012
- Volvarina lipparinorum Cossignani & Lorenz, 2019
- Volvarina lopezae Ortea, 2014
- Volvarina lorenzoi Espinosa, Ortea & Pérez-Dionis, 2014
- Volvarina luzmarina Espinosa, Ortea & Pérez-Dionis, 2014
- Volvarina mabellae (Melvill & Standen, 1901)
- Volvarina macaoi Espinosa, Moro & Ortea, 2011
- Volvarina maestratii Espinosa & Ortea, 2012
- Volvarina magnini Espinosa & Ortea, 2012
- Volvarina maisiana Espinosa & Ortea, 2013
- Volvarina mangilyana Bozzetti, 2018
- Volvarina marcellii Cossignani & Lorenz, 2019
- Volvarina margitae Cossignani & Lorenz, 2019
- Volvarina mariaodeteae Cossignani, 2017
- Volvarina martini Espinosa, Ortea & Moro, 2010
- Volvarina martinicaensis Espinosa & Ortea, 2013
- Volvarina matesi Espinosa, Ortea & Pérez-Dionis, 2014
- Volvarina mauricetteae Espinosa & Ortea, 2012
- Volvarina maya Espinosa & Ortea, 1998
- Volvarina mediocincta (E. A. Smith, 1875)
- Volvarina meguidae Ortea, 2014
- Volvarina mendoncae Ortea, 2014
- Volvarina mexicana Jousseaume, 1875
- Volvarina micans (Petit de la Saussaye, 1851)
- Volvarina micros (Bavay, 1922)
- Volvarina miniginella Espinosa, Ortea & Moro, 2010
- Volvarina mitrella (Risso, 1826)
- Volvarina mizrahiae Ortea, 2014
- Volvarina monchoi Caballer, Espinosa & Ortea, 2013
- Volvarina monicae Díaz, Espinosa & Ortea, 1996
- Volvarina monilis (Linnaeus, 1758)
- Volvarina montenegroae Ortea, 2014
- Volvarina montorum Cossignani & Lorenz, 2019
- Volvarina mores Espinosa & Ortea, 2006
- Volvarina morrocoyensis Caballer, Espinosa & Ortea, 2013
- Volvarina nautica Espinosa & Ortea, 2015
- Volvarina nealei Wakefield & McCleery, 2004
- Volvarina nereidae Espinosa & Ortea, 2013
- Volvarina nibujona Espinosa & Ortea, 2013
- Volvarina nicasioi Espinosa, Ortea & Diez, 2015
- Volvarina nnekae Ortea, 2014
- Volvarina noeli Espinosa & Ortea, 1998
- Volvarina nuriae Moreno & Burnay, 1999
- Volvarina nympha Espinosa & Ortea, 1998
- Volvarina nyokongae Ortea, 2014
- Volvarina nyssa Roth & Coan, 1971
- Volvarina oblongata (Sacco, 1890) †
- Volvarina obscura (Reeve, 1865)
- Volvarina occidua (Cotton, 1944)
- Volvarina occulta Espinosa & Ortea, 2013
- Volvarina oceanica Gofas, 1989
- Volvarina ofeliae T. Cossignani, 1998
- Volvarina ondina Espinosa, Moro & Ortea, 2011
- Volvarina orozcoae Ortea, 2014
- Volvarina osmani Espinosa, Ortea & Moro, 2008
- Volvarina oteroi Espinosa, Ortea & Pérez-Dionis, 2014
- Volvarina pacificotica Espinosa, Ortea & Magaña, 2018
- Volvarina pallasae Espinosa & Ortea, 2015
- Volvarina pandorae Espinosa & Ortea, 2015
- Volvarina parvistriata (Suter, 1908)
- Volvarina parvitica Espinosa, Ortea & Magaña, 2018
- Volvarina pauli De Jong & Coomans, 1988
- Volvarina paumotensis (Pease, 1868)
- Volvarina pedroelcojo Espinosa, Ortea & Diez, 2015
- Volvarina peimbertae Ortea, 2014
- Volvarina penelope Espinosa & Ortea, 2015
- Volvarina pepefragai Espinosa & Ortea, 1997
- Volvarina pergrandis Clover, 1974
- Volvarina pericalles (Tomlin, 1916)
- Volvarina perrieri (Bavay, 1906)
- Volvarina petitiana Boyer, 2018
- Volvarina petricola Espinosa, Moro & Ortea, 2011
- Volvarina philippinarum (Redfield, 1848)
- Volvarina phorcusi Espinosa & Ortea, 2015
- Volvarina plicatula (Suter, 1909)
- Volvarina pontesi Rios & Leal, 1993
- Volvarina porcellana (Melvill & Standen, 1912)
- Volvarina pseudophilippinarum Cossignani, 2008
- Volvarina ptychasthena Gofas, 1989
- Volvarina pulchralinetata Lussi & G. Smith, 1996
- Volvarina pupa (Bavay, 1922)
- Volvarina rancholunense Espinosa, Ortea & Diez, 2015
- Volvarina reeveana Boyer, 2018
- Volvarina remyi Espinosa & Ortea, 2012
- Volvarina renkerorum Cossignani & Lorenz, 2019
- Volvarina rex (Laseron, 1957)
- Volvarina riparia Gofas & F. Fernandes, 1992
- Volvarina roberti Bavay, 1917
- Volvarina rubella (C. B. Adams, 1845)
- Volvarina ryalli Boyer, 2006
- Volvarina sabinalensis Espinosa, Ortea & Moro, 2010
- Volvarina sanfelipensis Espinosa & Ortea, 2013
- Volvarina santacruzense Espinosa, Ortea & Diez, 2017
- Volvarina santiagocubense Espinosa, Ortea & Diez, 2015
- Volvarina santiaguera Espinosa, Ortea & Diez, 2013
- Volvarina saramagoi Espinosa, Ortea & Moro, 2013
- Volvarina sauliae (G. B. Sowerby II, 1846)
- Volvarina schmidlinorum Cossignani & Lorenz, 2019
- Volvarina sebastieni Espinosa & Ortea, 2012
- Volvarina serrei (Bavay, 1913)
- Volvarina shlegeli Bozzetti, 2017
- Volvarina sibuzatiana Lozouet, 2019 †
- Volvarina snyderi Espinosa & Ortea, 2012
- Volvarina socoae Espinosa & Ortea, 1999
- Volvarina sofiae Ortea & Espinosa, 1998
- Volvarina somalica Boyer, 2015
- Volvarina somwangi Boyer, 2015
- Volvarina southwicki (Davis, 1904)
- Volvarina sowerbyana (Petit de la Saussaye, 1851)
- Volvarina splendens (Grateloup, 1834) †
- Volvarina splendida Cossignani, 2005
- Volvarina styria (Dall, 1889)
- Volvarina subtriplicata (d'Orbigny, 1842)
- Volvarina swenneni Espinosa, Ortea & Pérez-Dionis, 2014
- Volvarina taeniata (G. B. Sowerby II, 1846)
- Volvarina taeniolata Mörch, 1860
- Volvarina taina Espinosa & Ortea, 2013
- Volvarina tessae Cossignani, 2007
- Volvarina tetamariae Espinosa, Ortea & Moro, 2010
- Volvarina thaliae Espinosa & Ortea, 2015
- Volvarina thomsonae Ortea, 2014
- Volvarina tobyi Espinosa, Ortea & Diez, 2015
- Volvarina tollere (Laseron, 1957)
- Volvarina toroensis Espinosa & Ortea, 2015
- Volvarina torresina (Laseron, 1957)
- Volvarina tripartita Cossignani, 2006
- Volvarina triplicatilla Espinosa & Ortea, 2006
- Volvarina tumulensis Lozouet, 1998 †
- Volvarina tunicata Boyer, 2000
- Volvarina unilineata (Jousseaume, 1875)
- Volvarina utgei Espinosa & Ortea, 2012
- Volvarina varaderoensis Espinosa, Ortea & Moro, 2010
- Volvarina vassardi Espinosa & Ortea, 2012
- Volvarina veintimilliae Ortea, 2014
- Volvarina veraguasensis Wakefield & McCleery, 2005
- Volvarina verdensis (E. A. Smith, 1875)
- Volvarina verreauxi (Jousseaume, 1875)
- Volvarina virginieae Espinosa & Ortea, 2012
- Volvarina vistamarina Espinosa & Ortea, 2002
- Volvarina vittata Espinosa, Moro & Ortea, 2011
- Volvarina vokesi De Jong & Coomans, 1988
- Volvarina wareni Espinosa & Ortea, 2012
- Volvarina warrenii (Marrat, 1876)
- Volvarina weissmannae Ortea, 2014
- Volvarina xamaneki Espinosa & Ortea, 2015
- Volvarina yaeli Espinosa, J. Martin & Ortea, 2018
- Volvarina yani Espinosa & Ortea, 2012
- Volvarina yayaeli Espinosa, Ortea & Moro, 2009
- Volvarina yolandae Espinosa & Ortea, 2000
- Volvarina yunkaxi Espinosa & Ortea, 2015
- Volvarina zatzae Ortea, 2014
- Volvarina zonata (Kiener, 1841)